# Ella Cinders
Ella Cinders es una película muda de 1926 dirigida por Alfred E. Green, protagonizada por Colleen Moore, producida por su marido John McCormick (1893-1961), y coprotagonizada por la coestrella más popular de Moore, Lloyd Hughes. La película está basada en la historieta cómica del mismo nombre creada por William M. Conselman y Charles Plumb, la que a su vez está basada en el cuento popular antiguo de Cenicienta.
En 2013, Ella Cinders fue elegida para ser preservada en el  Registro Nacional de Cine de Estados Unidos por la Biblioteca del Congreso por su «importancia cultural, histórica o estética».

## Argumento
En la casa de su difunto padre en el pueblo de Roseville, Ella Cinders (Colleen Moore) trabaja para su malvada madrastra llamada Ma y sus dos hermanastras, Prissy Pill (Emily Gerdes) y Lotta Pill (Doris Baker), quienes son abusivas con Ella, pero cuenta con la ayuda del vendedor de hielo local, "Waite Lifter" (Lloyd Hughes). La empresa cinematográfica Gem Film Company realiza un concurso en el que la ganadora obtendrá un viaje con todo pagado a Hollywood y un rol en una película. Con un libro para aprender a actuar que le roba a Lotta, Ella practica expresiones faciales y al necesitar una fotografía para participar, pasa tres noches cuidando a niños para poder juntar los $3 para la sesión de fotos.
Por accidente, el fotógrafo toma una foto de ella con los ojos bizcos por culpa de una mosca parada en su nariz, la que se convierte en la foto que se envía al concurso. Las participantes deben presentarse en un baile, pero la madrastra y las hermanastras de Ella no le permiten que asista. Waite la ve llorando en la entrada de la casa y le dice que él la llevará al baile. Como no tiene un atuendo adecuado para la ocasión, él la convence de que use uno de los vestidos de sus hermanastras. Al estar frente al jurado, sus hermanastras reaccionan violentamente cuando la ven usando el vestido. La avergonzada Ella huye del lugar, perdiendo uno de sus zapatos al correr. Se dirige a una oficina de empleos con la esperanza de comenzar una nueva vida, pero se encuentra con Ma, quien la castiga severamente.
Más tarde, los jueces llegan a su casa y le dicen a Ella que es la ganadora porque les dio risa la foto donde aparecía bizca y era la adecuada ya que buscaban a alguien capaz de hacer comedia. Ella llega a Hollywood, pero se entera a su pesar de que el concurso era un fraude. Temiendo lo que pasaría si regresara a Roseville, decide quedarse en Hollywood y entrar en la industria del cine como fuese posible. Tras varios intentos fallidos de ingresar a los estudios de grabación, lo logra finalmente, obteniendo un contrato para estelarizar una historia similar a la de su vida, donde la protagonista pasa de ser pobre a millonaria.
Su amigo resulta ser George Waite, estrella del fútbol americano y un rico heredero. Viaja a Hollywood, se lleva a Ella del set de grabación y se casa con ella. Tienen un hijo y viven felices para siempre.

## Reparto
- Colleen Moore - Ella Cinders
- Lloyd Hughes - Waite Lifter
- Vera Lewis - Ma Cinders
- Doris Baker - Lotta Pill
- Emily Gerdes - Prissy Pill
- Mike Donlin - Portero del Estudio de Cine
- Jed Prouty - Alcalde
- Jack Duffy - Jefe de Bomberos
- Harry Allen - Fotógrafo
- Alfred E. Green - Director
- D'Arcy Corrigan - Editor
- E.H. Calvert - Actor en el Estudio (no aparece en los créditos)
- Russell Hopton - Actor en el Estudio (no aparece en los créditos)
- Harry Langdon - Harry Langdon (no aparece en los créditos)
- Jefe Yowlachie - Indio (no aparece en los créditos)

## Producción
Partes de la película ocurren en sets de un estudio de grabación, y muchos miembros de la First National Studios aparecen en el filme. El director de la película, Alfred E. Green, realiza un cameo como el director de la película que se filmaba mientras Ella corría por el estudio. Harry Langdon también aparece como un famoso comediante.
El personaje de George Waite/Waite Lifter fue creado para el filme. Es una parodia de la estrella del fútbol americano de la vida real Red Grange, quien también jugaba en la Universidad de Illinois y trabajaba como repartidor de hielo cuando se acababa la temporada.

## Disponibilidad del filme
Copias de Ella Cinders están preservadas en el Archivo de Cine y Televisión de la UCLA y la Biblioteca del Congreso.
Ella Cinders actualmente se encuentra en el dominio público. Ha sido distribuida en DVD por Sunrise Silents, Reel Classic DVD, Reel Classic DVD, y Grapevine Video.